# Francisco Angelini
Francisco Otero Angelini (* 1. Juni 1982 in Mexiko-Stadt) ist ein mexikanischer Schauspieler.

## Leben
Angelini wurde am 1. Juni 1982 in Mexiko-Stadt geboren. Seine Schauspielausbildung erhielt er am Centro de Formación Actoral. Er befand sich mit der mexikanischen Schauspieler Lucía Leyba (* 1985) in einer Beziehung, mit der er in einer Episode der Fernsehserie Huérfanas vor der Kamera stand. Er ist mit der kolumbianischen Schauspielerin Lorena García liiert.
Seit 2008 ist Angelini als Fernsehschauspieler in mexikanischen Fernsehserien- und Seifenoper-Produktionen als Schauspieler tätig. Nach mehreren Episodenrollen erhielt er 2012 in der Fernsehserie Quererte así die wiederkehrende Rolle des Rafael Romero, die er in insgesamt 80 Episoden verkörperte. 2013 gab er im Film Sobre ella sein Spielfilmdebüt. 2017 spielte er in insgesamt 34 Episoden der Fernsehserie La Piloto die Rolle des Roberto. Im Folgejahr spielte er in 17 Episoden der Fernsehserie José José: El príncipe de la canción die Rolle des Paco Fernández. 2019 erhielt er in der Fernsehserie El Barón die Rolle des Ignacio 'Nacho' Montero, die er in 59 Episoden spielte. 2023 stellte er im US-amerikanischen Tierhorrorfilm Blind Waters des Filmstudios The Asylum die Rolle des zwielichtigen Gabe dar.

## Filmografie (Auswahl)
- 2008: Contrato de amor (Fernsehserie, Episode 1x01)
- 2008: Tengo todo excepto a ti (Fernsehserie, 3 Episoden)
- 2009: Pobre Diabla (Fernsehserie, Episode 1x01)
- 2009: Lo que la gente cuenta (Fernsehserie, Episode 5x05)
- 2010: Quiéreme Tonto (Fernsehserie, 3 Episoden)
- 2011: Huérfanas (Fernsehserie, Episode 1x10)
- 2012: Quererte así (Fernsehserie, 80 Episoden)
- 2013: Secretos de familia (Fernsehserie, Episode 1x01)
- 2013: Sobre ella
- 2014: Siempre tuya Acapulco (Fernsehserie, 4 Episoden)
- 2016: Hasta Que Te Conocí (Fernsehserie, Episode 1x07)
- 2016: Un día cualquiera (Fernsehserie, 3 Episoden)
- 2017: La Piloto (Fernsehserie, 34 Episoden)
- 2017: La Hija Pródiga (Fernsehserie, Episode 1x01)
- 2018: José José: El príncipe de la canción (Fernsehserie, 17 Episoden)
- 2019: La Bandida (Fernsehserie, 3 Episoden)
- 2019: El Barón (Fernsehserie, 59 Episoden)
- 2020: La Leona (Fernsehserie, Episode 1x01)
- 2021; 2023: Un día para vivir (Fernsehserie, 2 Episoden, verschiedene Rollen)
- 2022: Rutas de la vida (Fernsehserie, Episode 1x30)
- 2022: Armas De Mujer (Fernsehserie, 5 Episoden)
- 2023: Madre de alquiler (Fernsehserie, 11 Episoden)
- 2023: Blind Waters
- 2024: El Señor de los Cielos (Fernsehserie, 7 Episoden)

## Theater (Auswahl)
- 2008: Todo sobre Almodóvar, Regie: René Pereyra
- 2012: Pedro Páramo, Regie: René Pereyra
- 2016: Chica Conoce a Chico, Regie: Carlos Quintanilla
- 2017: Apócrifo
- 2017: Sólo 15 minutos, Regie: Rodrigo Kelliker